# Cudnochy
Cudnochy (deutsch Zudnochen, 1938–1945 Siebenhöfen (Ostpr.)) ist ein Dorf in der polnischen Woiwodschaft Ermland-Masuren und gehört zur Stadt- und Landgemeinde Mikołajki (Nikolaiken) im Powiat Mrągowski (Kreis Sensburg).

## Geographische Lage
Cudnochy liegt inmitten der Woiwodschaft Ermland-Masuren, 13 Kilometer östlich der Kreisstadt Mrągowo (deutsch Sensburg).

## Geschichte
Das einstige Zudnochen wurde 1435 bei einer Anzahl von sieben mittelgroßen Höfen gegründet. 1785 wird es als köllmisches Dorf mit 14 Feuerstellen erwähnt. Zwischen 1874 und 1945 war es in den Amtsbezirk Barranowen (polnisch Baranowo) eingegliedert, der – 1938 in Amtsbezirk Hoverbeck umbenannt – zum Kreis Sensburg im Regierungsbezirk Gumbinnen (ab 1905 Regierungsbezirk Allenstein) in der preußischen Provinz Ostpreußen gehörte. 
Aufgrund der Bestimmungen des Versailler Vertrags stimmte die Bevölkerung im Abstimmungsgebiet Allenstein, zu dem Zudnochen gehörte, am 11. Juli 1920 über die weitere staatliche Zugehörigkeit zu Ostpreußen (und damit zu Deutschland) oder den Anschluss an Polen ab. In Zudnochen stimmten 100 Einwohner für den Verbleib bei Ostpreußen, auf Polen entfielen keine Stimmen.
Am 3. Juni (amtlich beglaubigt am 16. Juli) 1938 wurde Zudnochen aus politisch-ideologischen Gründen der Anwehr fremdländisch klingender Ortsnamen in Siebenhöfen (Ostpr.) umbenannt.
In Kriegsfolge kam Siebenhöfen 1945 mit dem gesamten südlichen Ostpreußen zu Polen und erhielt die polnische Namensform Cudnochy. Heute ist das Dorf Sitz eines Schulzenamtes (polnisch Sołectwo) und als solches eine Ortschaft im Verbund der Stadt- und Landgemeinde Mikołajki (Nikolaiken) im Powiat Mrągowski (Kreis Sensburg), bis 1998 der Woiwodschaft Suwałki, seither der Woiwodschaft Ermland-Masuren zugehörig. Im Jahr 2011 zählte Cudnochy 66 Einwohner.

### Einwohnerzahlen
| Jahr | Anzahl |
| ---- | ------ |
| 1867 | 157    |
| 1885 | 175    |
| 1905 | 128    |
| 1910 | 119    |
| 1933 | 133    |
| 1939 | 108    |
| 2011 | 66     |

## Kirche
Bis 1945 war Zudnochen resp. Siebenhöfen in die evangelische Kirche Barranowen in der Kirchenprovinz Ostpreußen der Evangelischen Kirche der Altpreußischen Union sowie in die katholische St.-Adalbert-Kirche in Sensburg im damaligen Bistum Ermland eingepfarrt. 
Heute gehört Cudnochy zur evangelischen Kirche Mikołajki in der Diözese Masuren der Evangelisch-Augsburgischen Kirche in Polen bzw. zur katholischen Pfarrei Baranowo im Bistum Ełk in der polnischen katholischen Kirche.

## Verkehr
Eine Anbindung an das Schienennetz besteht für Cudnochy nicht. Dafür liegt der Ort nur wenige Kilometer nördlich der polnischen Landesstraße 16 (frühere deutsche Reichsstraße 127), von der aus bei Zełwągi (Selbongen) eine Nebenstraße nach Jora Wielka (Groß Jauer) führt, die über Cudnochy verläuft.